# Ruta 1338 (Lima)
La ruta 1338 o "la O" es una ruta de transporte público del área metropolitana de Lima, que conecta los distritos de Ventanilla y La Perla. El trayecto de esta ruta consta de 108 o 107 paradas dependiendo de la dirección y dura aproximadamente entre 2 y 3 horas.

## Características
Esta ruta de transporte público está administrada por la empresa de transportes Consorcio Vía S.A.C., transitando por la urbe limeño-chalaca.

### Autorización
La ruta 1338 se encuentra autorizada por la Municipalidad Metropolitana de Lima (MML) y la Autoridad de Transporte Urbano (ATU).

## Trayecto
Los autobuses de la ruta 1338 (aprox. 80) comienzan a operar a las 5:00 a.m. y terminan a las 10:00 p.m. por los distritos de Ventanilla, Mi Perú, Puente Piedra, Comas, Los Olivos, San Martín de Porres, Lima, Pueblo Libre y San Miguel y La Perla en las provincias de Callao y Lima, pasando por importantes lugares, tales como la Plaza Cívica de Ventanillas, las municipalidades de Ventanilla y Mi Perú, Zapallal, el óvalo de Puente Piedra, el Mercado Unicachi, Real Plaza Pro, la Universidad Tecnológica del Perú, la Universidad Cesar Vallejo, la Universidad Peruana del Norte, la Universidad Nacional Mayor de San Marcos, la Pontificia Universidad Católica del Perú, la Plaza San Miguel y el Óvalo La Perla.

### Terminales
Su terminal de ida se encuentra en la asociación de viviendas Las Magnolias del Arenal en Puente Piedra y su terminal de vuelta se encuentra en la urbanización Benjamín Doig, en La Perla.

### Recorrido
| Dirección               | Avenidas y calles |
| ----------------------- | --- |
| Ida Hacia La Perla      | Carretera a la Playa - Av. La Playa - Av. Néstor Gambetta - Av. Cusco - Av. Ayacucho - Av. Tumbes - Intercambio Vial Gambetta - Carretera Panamericana Norte - Av. Universitaria - Av. Marañón - Av. Las Palmeras - Av. Santiago Antúnez de Mayolo - Av. Universitaria - Av. Óscar Raimundo Benavides - Av. Aurelio García y García - Av. Venezuela - Av. Universitaria - Av. La Paz - Av. Santa Rosa. |
| Vuelta Hacia Ventanilla | Av. Santa Rosa - Av. La Paz - Av. Costanera - Jr. Independencia - C. Diego Quispe Tito - Av. Universitaria - Av. Santiago Antúnez de Mayolo - Av. Las Palmeras - Av. Marañón - Av. Universitaria - Carretera Panamericana Norte - Intercambio Vial Gambetta - Av. Tumbes - Av. Ayacucho - Av. Cusco - Av. Néstor Gambetta - Av. La Playa - Carretera a la Playa.                                       |

## Rutas relacionadas
1502 (Puente Piedra - Lima), 1503 (Carabayllo - San Miguel), 1504 (Carabayllo - San Miguel), 1513 (Carabayllo - San Miguel), 1514 (Carabayllo - San Miguel), 1604 (Carabayllo - Lince), 1611 (Puente Piedra - Lince), 1615 (Carabayllo - Lince).